# Élections générales maltaises de 1927
Les élections générales maltaises de 1927 permettent d'élire les députés de la quatrième législature de la Chambre des députés, pour un mandat de quatre ans.

## Résultats
- Résultats officiels.

| Parti politique       | Siège de député |
| --------------------- | --------------- |
| Parti constitutionnel | 15              |
| Parti nationaliste    | 14              |
| Parti travailliste    | 3               |